# 탄천
탄천(炭川)은 한강의 지류로서 경기도 용인시에서 발원하여 경기도 성남시를 거쳐, 서울특별시의 강남구 삼성동과 송파구 잠실동을 끝으로 한강으로 유입되는 총연장 35.6km의 하천이다.

## 역사
백제시조(百濟始祖) 온조왕(溫祚王)이 하남 위례성(河南慰禮城)으로 이도(移都)한 서기전(西紀前) 6년 이후 온조(溫祚) 28년(서기10) 다루(多婁)를 태자(太子)로 봉(封)하고 세자궁(世子宮)을 지금의 창곡동(倉谷洞)에 지어주어 세자(世子)가 병권(兵權)을 장악(掌握)하여 군사들을 통수(統帥)하였으므로 이 지역(地域)은 강력(强力)한 백제 군사들의 훈련장(訓練場)으로 쓰였다.
이때 군사들에게 밥과 국을 끓여 먹이기 위하여 장작을 연료(燃料)로 때었고 장작에서 나오는 수많은 숯을 후일에 군사들에게 먹일 냇물의 정화(淨化) 작용을 위하여 물에 남겨 두고 감으로서 숯이 내를 이루었다고 하여 붙여진 이름이 숯내였다. 후에 한문(漢文)으로 탄천(炭川)이라 표기(表記)하게 되었다고 한다.
탄천(炭川)은 태종(太宗) 7년(1407) 10월 12일 기록(記錄)에 의하면 임금이 탄천에서 유숙(留宿)한 기록을 시작으로 태종 12년(1419) 9월 16일에도 탄천에서 유숙하였고 세종(世宗) 9년(1427) 10월 4일에는 갈마재(葛馬峴)의 남(南)쪽에서 사냥하고 탄천(炭川)에서 유숙(留宿)한 기록들이 모두 낙생행궁(樂生行宮)의 기록에서 찾아 볼 수가 있다.
또한 조선시대(朝鮮時代)에는 탄천에서 전국(全國)의 군사들을 모아다가 11만~12만 명의 대군(大軍)으로 대열(大閱)이라는 군사훈련(軍事訓鍊)을 한 기록이 십 수회(十數回)나 기록되고 있다.
현재의 탄천(炭川) 남서쪽 발원지는 용인시 기흥구 청덕동에 있는 법화산 자락 해발 340m 고지의 계곡으로 발원한 물은 마북천을 비롯한 수많은 지천들과 합쳐진다. 탄천은 청덕동에서 흘러나와 그것이 분당과 성남을 지나 서울특별시 한강으로 유입하는 물을 지칭한다.
북쪽 탄천(炭川)의 발원지는 용인시 수지구로 법화산의 북쪽 물줄기(영어: watercourse)가 수지구 죽전동에서 성복천(星福川)으로 모아지고, 한강으로 흐르는 방면에서 동천동의 동막천과 합쳐져 탄천의 유역(영어: watershed)을 형성해 용인시에서 성남시의 분당, 판교를 거쳐 서울특별시 강남구 삼성동과 송파구 잠실동 사이로 빠져나가 한강으로 유입하는 한강의 지류천이 된다.
탄천의 상류 가운데 용인시 수지구 동천동에서 흐르는 동막천(東幕川)이 물줄기에 따라 검천·험천·머내·천호천(穿呼川)·작천(鵲川)·마희천(머흐내, 험천)로 불리듯 맑은 계곡물의 개천이었으나 경기도 광주시의 숯공장으로 인해 조선시대에는 '검내'라고 불렸으며, 지금은 없어졌으나 이름으로 남아 숯내·숫내·탄천이라고 불리고 있다.
이 외에도 냇물이 쉽게 넘쳐서 농민들이 탄식하는 하천이라는 뜻에서 탄천이라 부른 것이 와전되었다고도 하며, 조선 경종 때 남이장군의 6대손인 남여이가 살았던 마을을 그의 호가 탄수(炭搜)였으므로 마을 이름을 탄리(炭里)라고 지었는데, 바로 이 성남시의 탄리(炭里)에서 탄천이라는 명칭이 유래되었다는 설도 있다. 탄리의 탄천 구전 설화는 탄리를 '炭里'라고 표기한 것으로 전승된다. 조선시대(朝鮮時代) 이전의 조세제도는 현금 이외에 금은보화나 각종 곡물류와 소금, 명주나 무명 등 피륙과 숯이나 장작 등도 세금으로 받았다. 따라서 특별한 특산물이 없는 산간 마을들에서는 세금(稅金)으로 숯을 내는 지역이 많이 있었고 숯을 만들기 위한 숯가마와 세금으로 받은 숯을 보관하는 숯 창고(倉庫)가 경기도 용인시와 성남시 일대로 많이 있었다. 숯과 관련된 마을 이름의 예로는 성남시 태평동 일대에‘숯골'이 있는데, '숯골'을 한자로 탄동, 탄리(炭洞, 炭里)로 표기하였으며 이곳은 한양(漢陽)과 남한산성에서 필요한 숯을 구웠던 지역이었다. 따라서 숯 가마가 있던 골짜기나 숯 창고가 있는 인근의 마을은 자연스럽게 숯골이라 불리었고 숯골을 표기하면 '탄리(炭里)'가 되어 구비 전승 되고 있다.
또한 오랜 옛날부터 강원도에서 벌채되어 뗏목으로 운반된 목재를 한강 따라 뚝섬으로 놓기 위해 이곳에서 숯으로 구워졌다고 해서 붙여진 이름이라는 설도 있다.
90년대 말부터 상류 지역인 용인시에서 도시개발이 시작되면서 하천으로 생활하수와 공사장의 토사 등이 유입되어 수질이 급속도로 악화되었으나 최근에는 경기도와 용인시의 생태하천 복원 사업으로 주변 경관과 수질이 개선되고 있다.

## 특징
경기도 용인시 기흥구 마북동의 응달길 고개에서 발원하는 마북천과 법화산 동쪽 물푸레고개(윗사기막) 남쪽에서 발원하는 청덕천도 탄천의 본류로 탄천의 발원지 물이라 할 수 있다. 남쪽에서 발원한 물은 청덕동을 통해 아차지고개(아정고개), 메주고개(멱조현)의 물이 합쳐 영동고속도로를 따라 흘러 구성동을 지나 보정동을 거쳐서 경부고속도로를 따라 수지구 죽전동으로 흐른다.
광교산과 형제봉 서봉에서 흐르는 물을 정평천이라 한다. 용인시 수지구 발원지는 형제봉과 응봉 사이로 흐르는 성복동을 지나, 응봉과 독바위물은 하류하여 성복천으로 신봉동에서 계류하는 정평천과 수지구 풍덕천동, 죽전동에서 합류되어 성복천으로 수지구는 법화산 북쪽에서 발원하는 탄천의 유역이 된다. 실개천으로 마북천, 삼막곡천, 이현천, 소실천을 합류하여 신봉동에서 발원하는 정평천으로 모여 정평리를 지나 34번 국도를 따라 수지구 죽전동에서 성복천(탄천)으로 내대지천과 모아져서 동천동에서 흘러오는 동막천과 합류해 지선천(支線川)이 된다.
이렇듯이 한강의 지선천(支線川) 중 하나이며 남쪽에서 북쪽으로 흐르고, 서울의 양재천의 최종 수량을 넘겨받아서 잠실종합운동장과 강남구 대치동의 강남경찰서 사이를 통과하여 한강으로 이어지는 것이 특징이다.

## 이름의 유래
탄천은 지역에서 보는 시각에 따라 장장포(長長浦)·검내·검천(儉川) 등으로 불렸다. 법화산 남쪽 기슭의 마북천 발원지에서 용인 서쪽에 이르면 장장포라고 하고, 동구막산(광교산)에서 내려오는 지류와 합치면서 검내 또는 검천이라고 부르면서 북쪽으로 흘러 경기도 광주군 낙생면에 이르면 기우제(祈雨祭)를 지내던 곳을 만난다.
하류 부근의 성남시를 지나면 숯내로 불리며 서울특별시 송파구 잠실동에 이르면 서초구, 강남구에서 흘렀던 양재천과 합쳐 한강으로 유입된다. 1861년 김정호(金正浩)가 제작한 지도에는 하류를 탄천(炭川)으로, 상류를 장천(莊川), 원우천(遠于川) 또는 '머내', 마희천'으로 표기되어 있다.
다른 하나는 중류와 하류에서 내려오는 얘기로 조선시대 때 강원도 등지에서 한강을 통해 목재와 땔감을 싣고 내려와 뚝섬에다 부렸는데, 이 땔감으로 숯을 만드는 곳이 바로 강변에 모여 있어 강줄기가 검게 변했다 해서 예로부터 ‘탄천’ 혹은 ‘검내’라고 불렸고 광복후에도 숯공장이 남아 있었다.
- 탄천이라는 이름에는 두 가지 전설이 얽혀 있다. 그중 하나는 주로 상류 용인시에서 내려오는 삼천갑자 동방삭(三千甲子 東方朔)이야기로 염라대왕의 명을 받은 저승사자가 18만 년을 산 동방삭을 잡기 위해 검은 숯을 씻은 하천이라는 뜻에서 탄천이라 이름 지었다는 전설이다.
- 이곳 수지구 죽전동 일부 지역은 마을에 검고 큰 바위가 있어 감바위, 감암뜰로 불리던 것을 한자로 표기해 현암(玄巖)이라고 지칭하게 되었다는 기록들이 있듯이 단국대학교쪽으로 올라가기전 현암초, 현암중학교, 현암고등학교들이 있다. 검은 돌이 많은 이유를 설명해주는 이름이다. 이것으로 동구막산(광교산)에서 내려오는 지류와 합쳐지면서 '검내', '검천'으로 불렸다는 전설은 무관하지 않다. 이곳 상류지역 일부는 검은 돌이 많이 깔려 있는 관계로 현재도 물빛마저 검게 보이고 있다. 하지만 흐르는 지역에 따라 상류지역은 장장포 · 장천, 중류지역은 ‘원우천(遠于川)’ · 머내 · 또는 마희천 · 험천, 하류지역은 검내 · 검천이라고 불렸다.
- 고산자(古山子) 김정호(金正浩)가 만든《대동여지도》(大東輿地圖)에는 하류를 ‘탄천’이라 하고, 상류부근의 발원지는 ‘장천(莊川)’ 혹은 ‘원우천(遠于川)’이라 기록하고 있는데 법화산에서 발원하여 대지산과 광교산, 백운산에서 내려오는 물들과 합해지는 광경에서 광교산 북쪽 고기리 지역의 동구막산에서 발원하는 동막천(東幕川)이 흘러와 합해지는 지점을 ‘원우천(遠于川)’ 이라고 적어 놓아 장천(莊川)과 구별하고 있다.[1][2]

## 갤러리

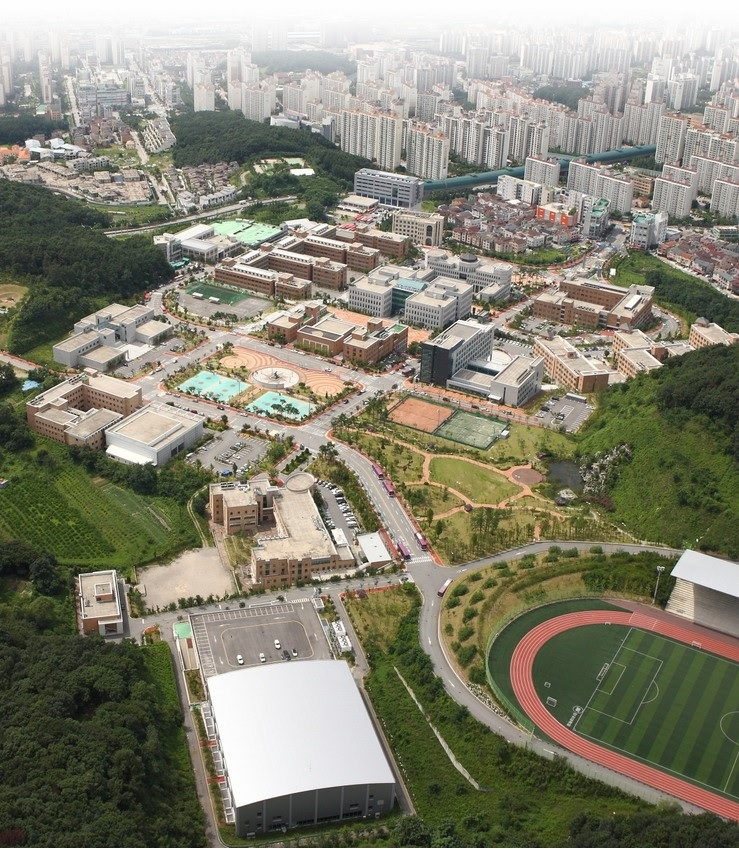
탄천 발원지중의 하나, 수지구 단국대(내대지천)
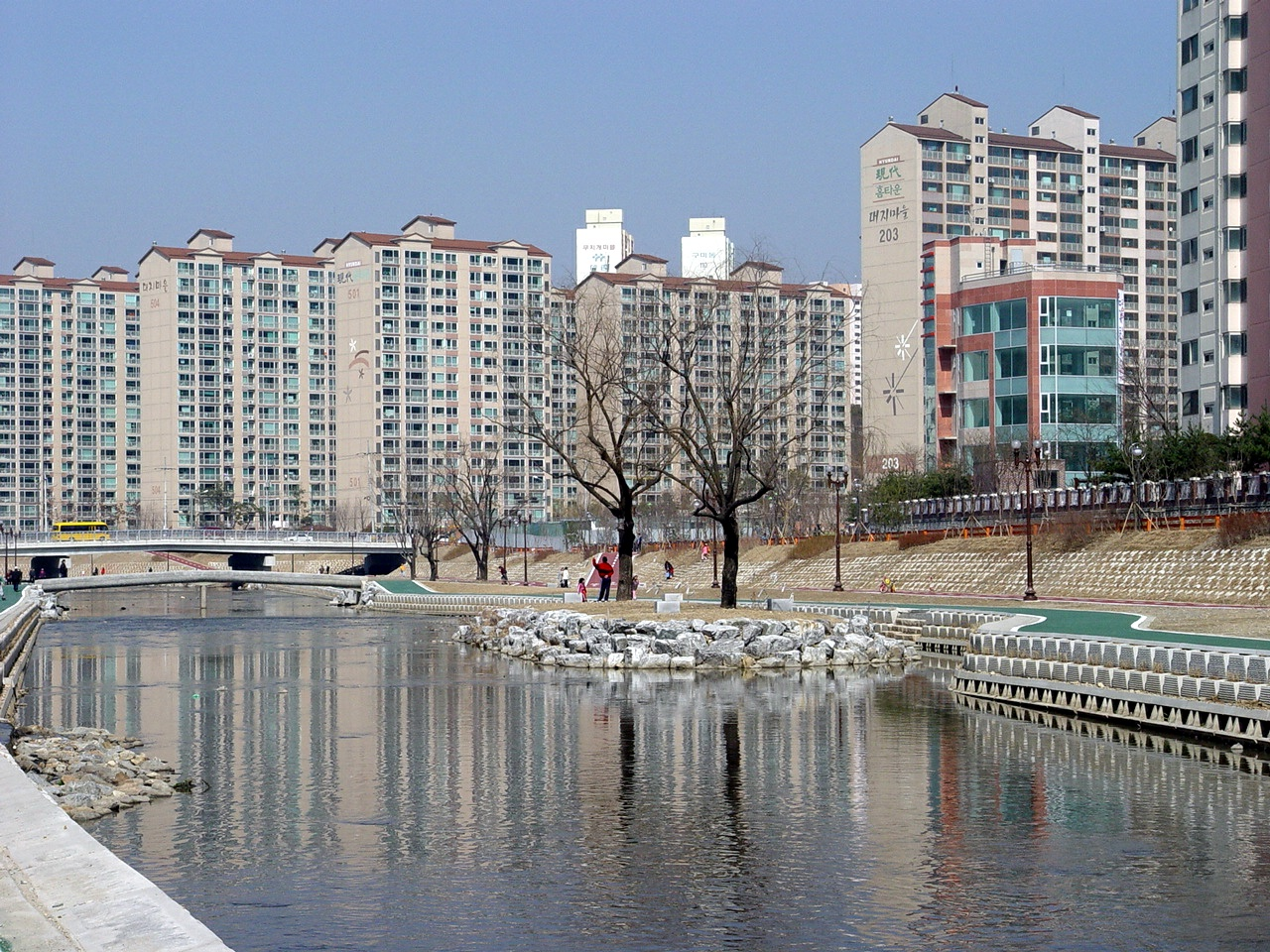
상류 탄천의 모습(성남)
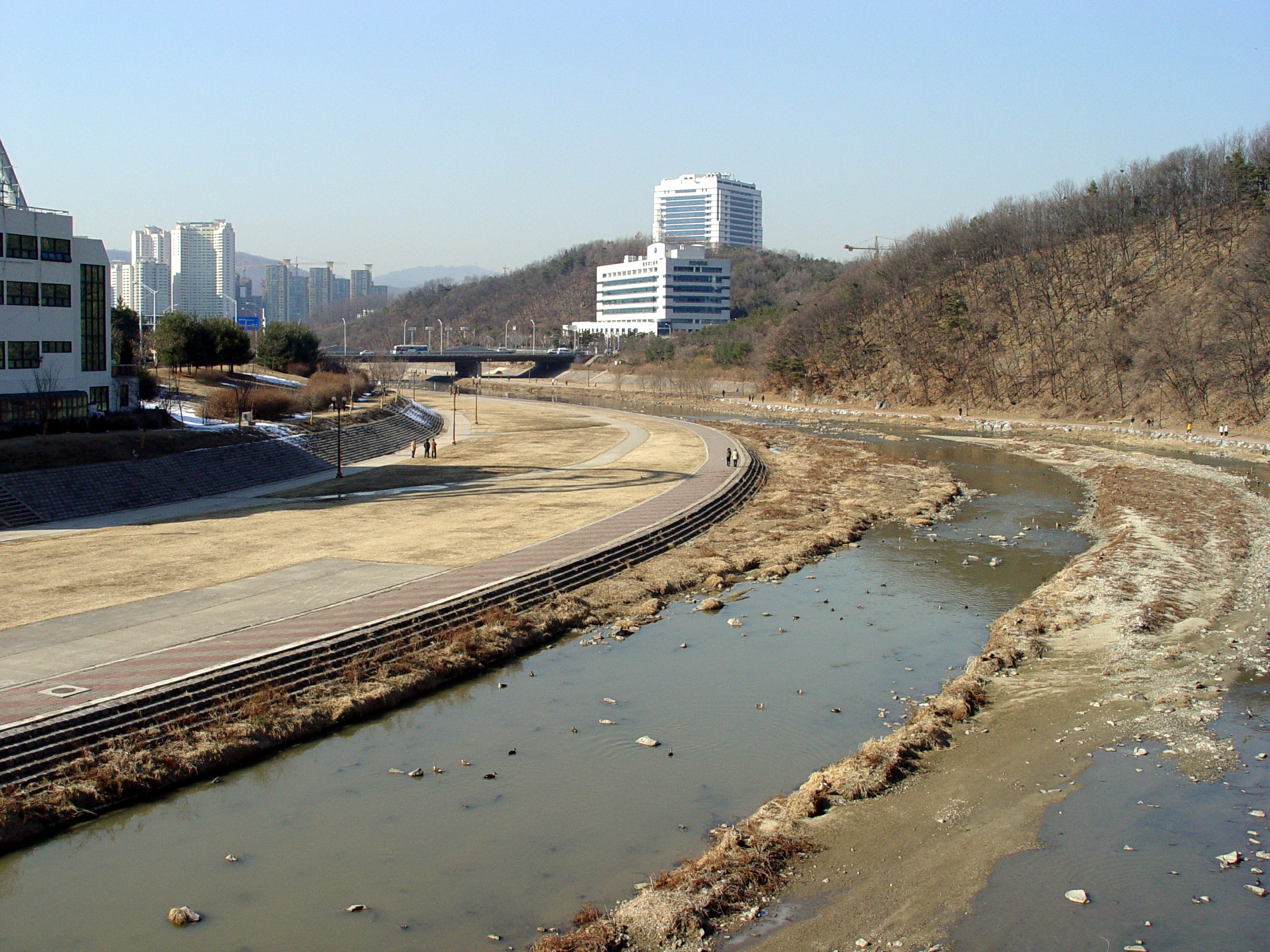
중류 탄천의 모습(성남)
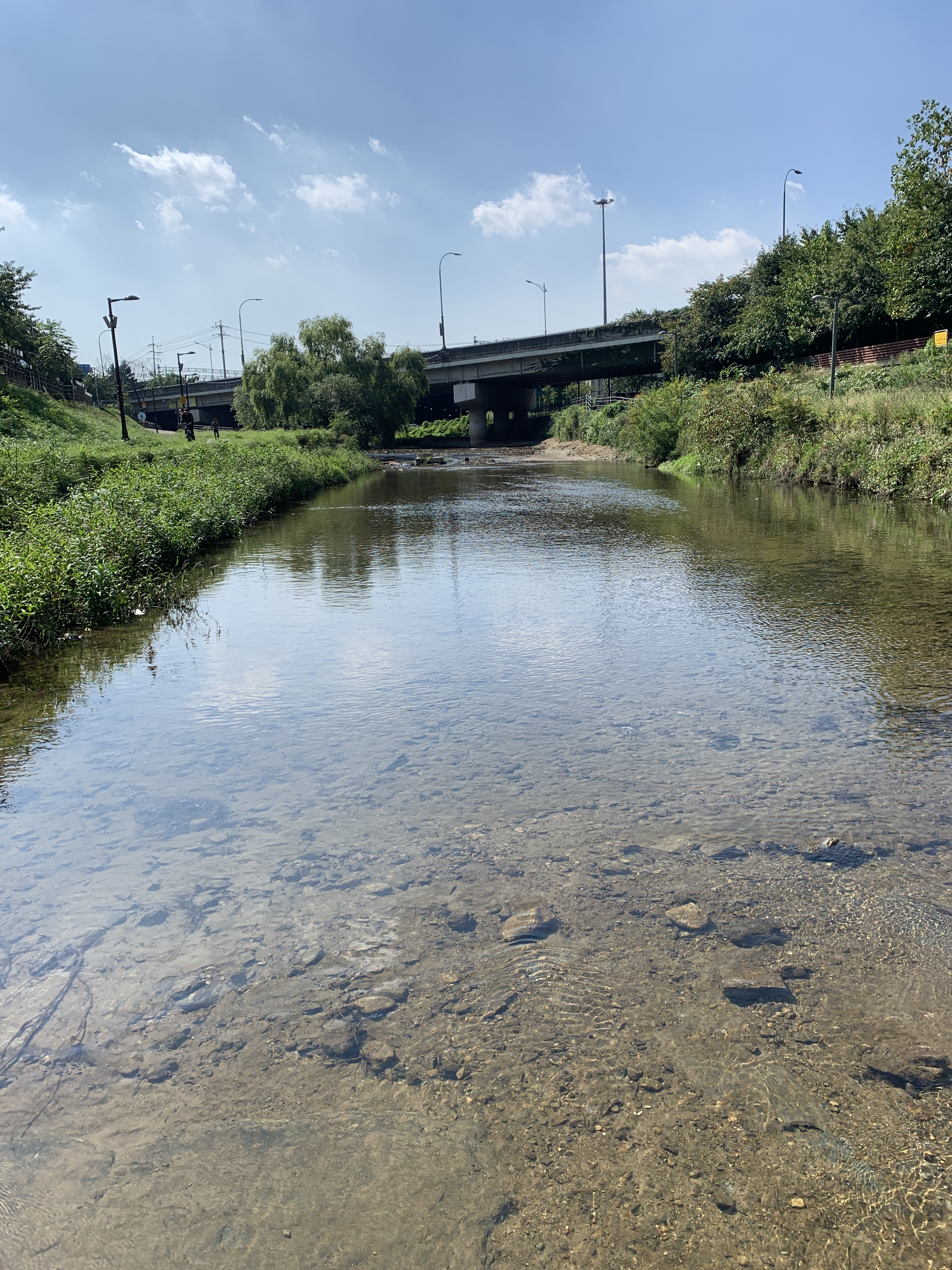
중류 탄천의 모습(용인)
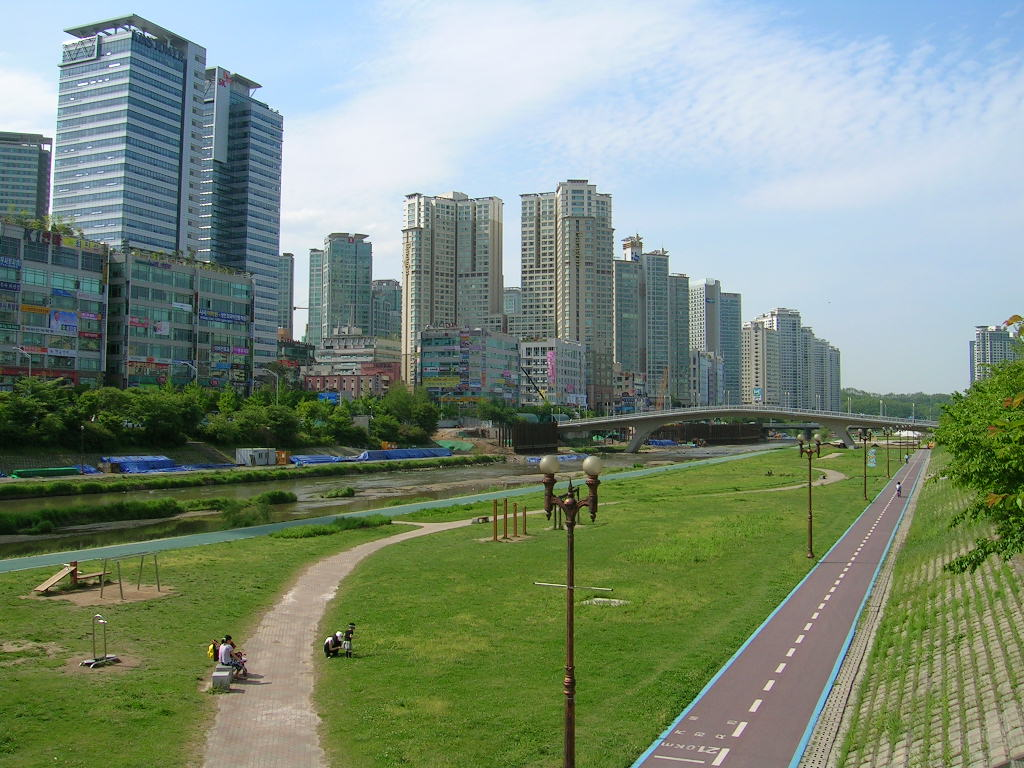
정자역 부근의 탄천(성남)
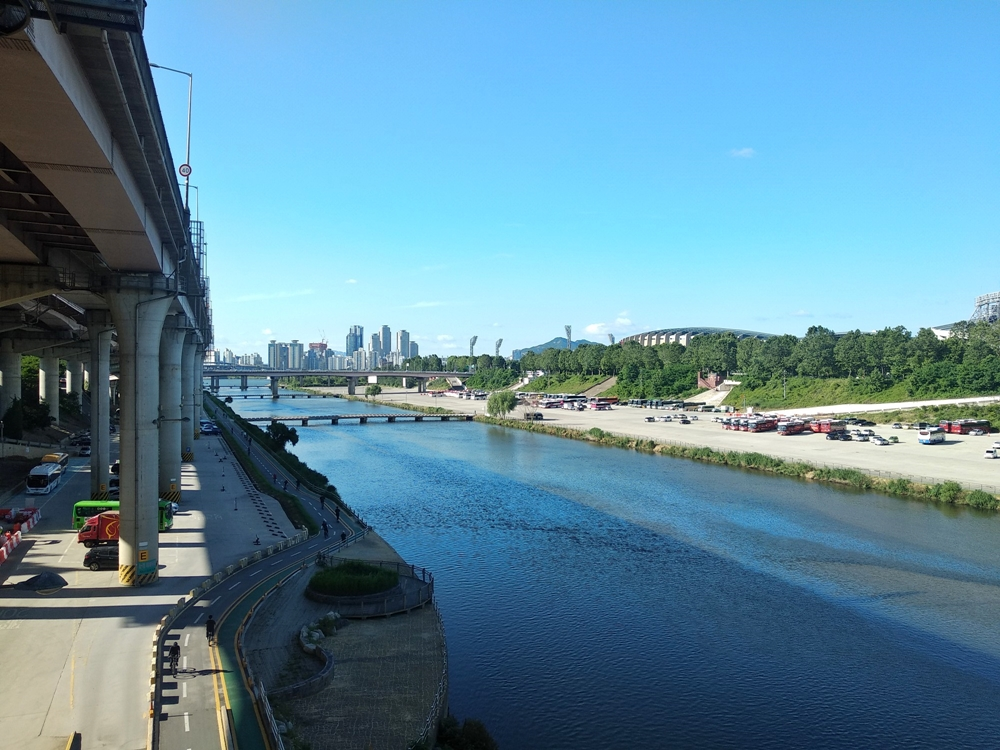
하류 탄천인 서울종합운동장 부근(서울)
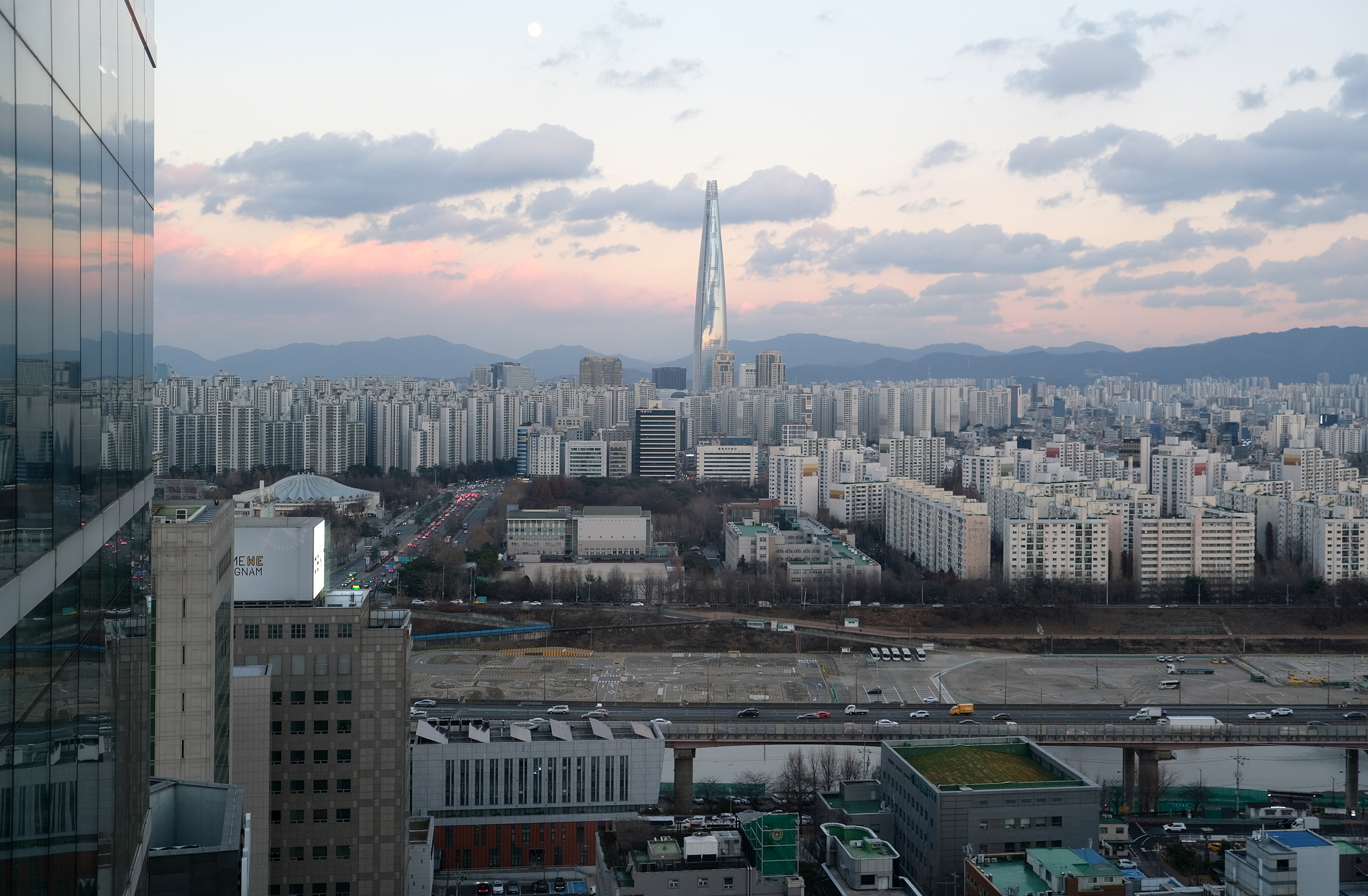
강남구에서 바라본 탄천과 강남운전면허시험장, 롯데월드타워의 모습

## 같이 보기
- 한강
- 양재천
- 성남시
- 용인시
- 서울 송파구
- 서울 강남구
- 독정천
- 단대천
- 마북천
- 정평천
- 법화산
- 광교산
- 영장산
- 서울종합운동장 야구장
- 탄천종합운동장

## 참고 자료
- 「한양이야기」, 백제 위례성과 몽촌토성, 이경재 저, 가람기획(2003년, 27~38p)
- 「풍수지리 교과서」, 전통적 주거 입지론, 고제희 저, 문예마당(2009년, 307~309p)
- 「주말이 기다려지는 행복한 걷기여행」, 과천에서 양재천을 따라 한강까지, 김영록 저, 터치아트(2011년, 263~270p)